# Ultras

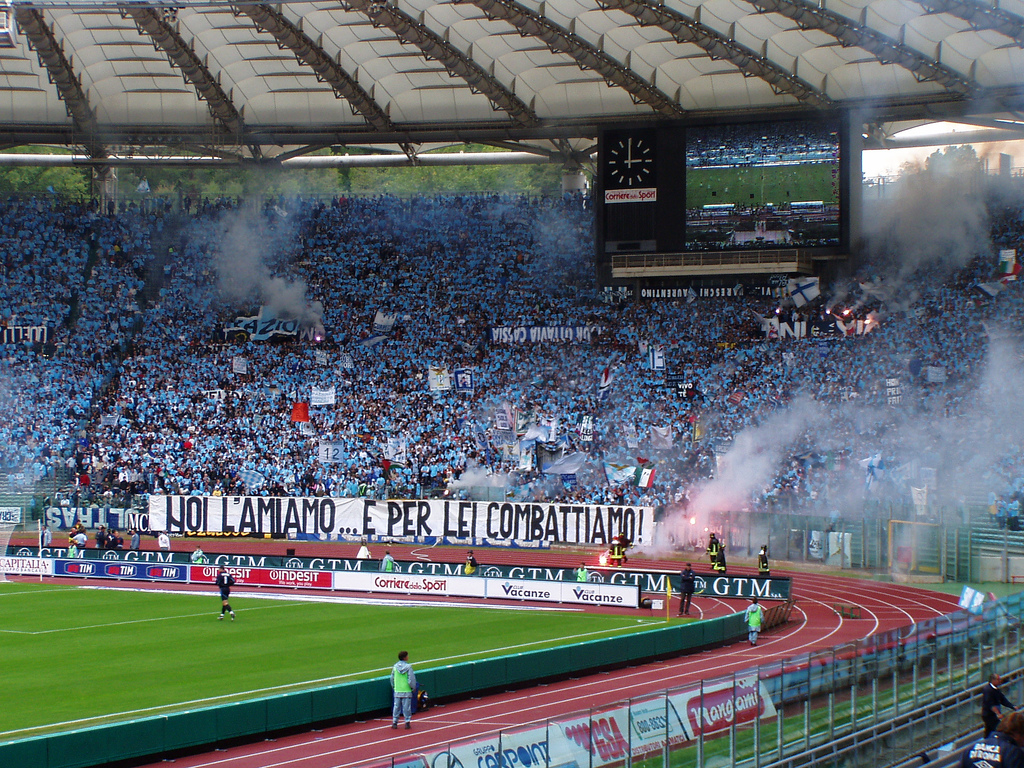
Ultras của câu lạc bộ S.S. Lazio

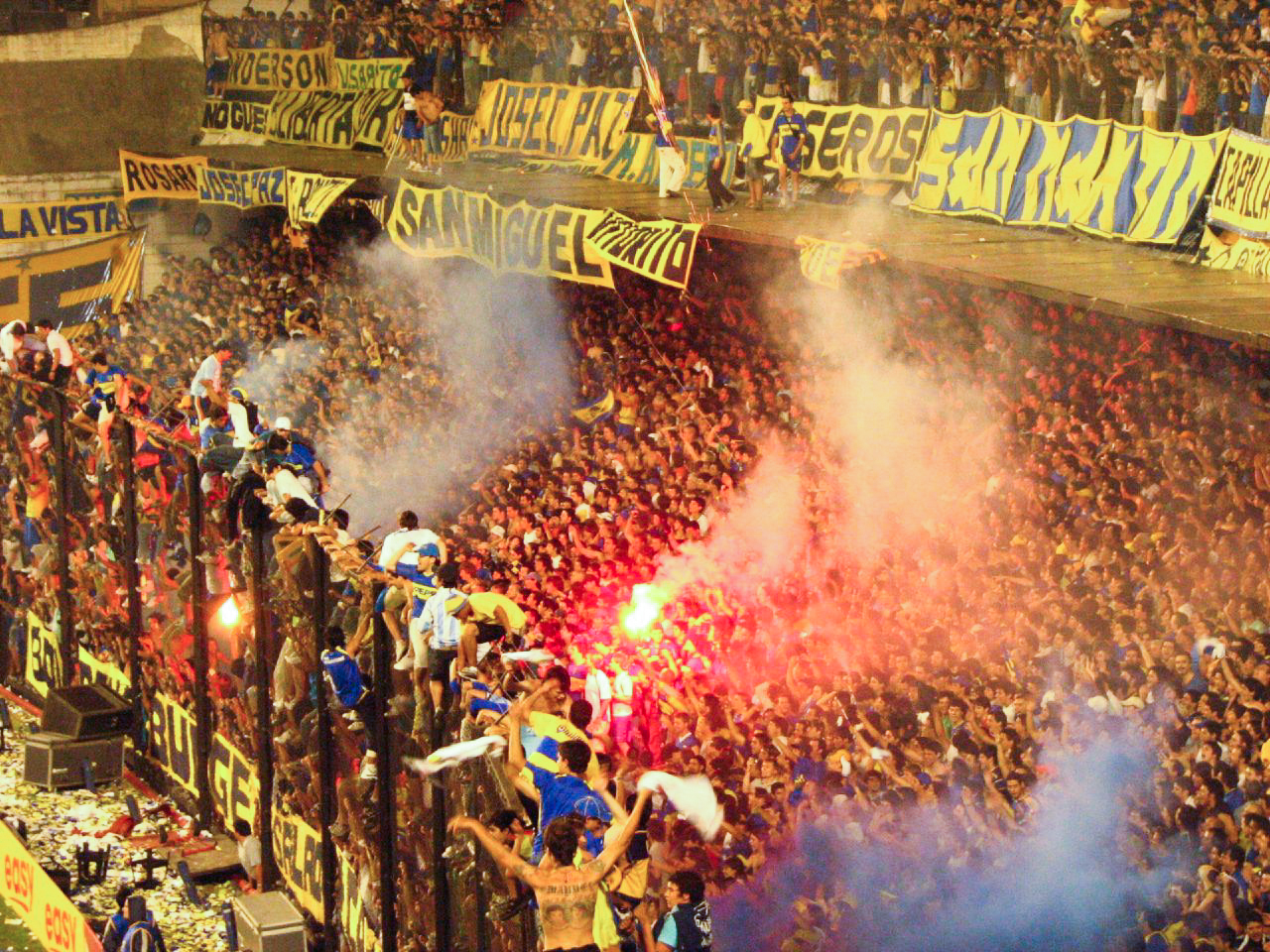
Ultras của câu lạc bộ Boca Juniors

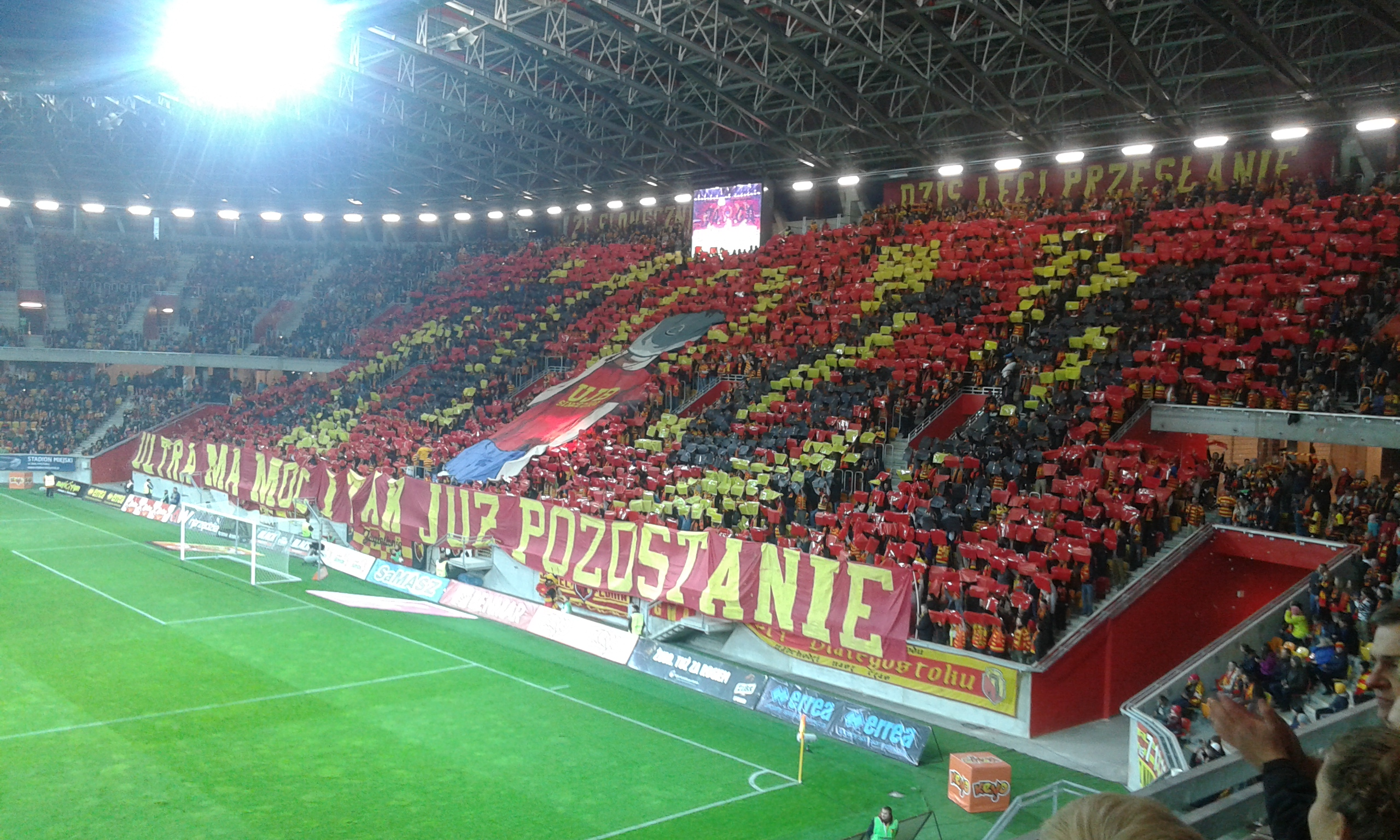
Ultras của câu lạc bộ Jagiellonia Białystok

Ultras là một hình thức hâm mộ thể thao nhiệt thành. Họ chủ yếu là những người hâm mộ và là những cổ động viên nhiệt huyết của các câu lạc bộ bóng đá, điển hình là ở những khu vực có trình độ bóng đá phát triển nhất như Nam Mỹ và châu Âu.
Các hoạt động cổ vũ trên khán đài của Ultras chủ yếu là thiên về vũ đạo, hỗ trợ âm thanh, biểu ngữ lớn. Tất cả hoạt động cổ vũ đều được thiết kế và giàn dựng để tạo không khí sôi nổi và khích lệ tinh thần các cầu thủ đội bóng của họ.

## Lịch sử
Vẫn còn tranh cãi xoay quanh khởi nguyên phong trào ultras, tuy nhiên ý kiến được thừa nhận nhiều nhất ủng hộ quan điểm ultras có nguồn gốc từ phong trào torcida ở Brazil từ năm 1939 khi Torcida organizada được thành lập, đây là những hiệp hội cổ động viên đến khán đài cổ vũ để nhằm góp phần cùng đội bóng của họ tổng lực thêm sức mạnh đánh bại đội bóng đối phương. Phong trào này lan rộng tới châu Âu từ năm 1950 với nhóm cổ động viên thành phố Split (Croatia) của câu lạc bộ bóng đá Hajduk Split thành lập nhóm Torcida Split vào ngày 28 tháng 10 năm 1950, đây là nhóm torcida được xem như lâu đời nhất ở châu Âu.
Thuật ngữ Ultrasđược sử dụng lần đầu tiên vào năm 1969 tại Ý khi các cổ động viên của câu lạc bộ Sampdoria thành lập nên Ultras Tito Cucchiaroni và các cổ động viên của câu lạc bộ Torino thành lập nên Ultras Granata. Những phong trào ultras này diễn ra trong thời điểm bóng đá Ý phát triển mạnh nhất và phong trào cũng thu hút được đông đảo sự tham gia nhất. Các nhóm ultras của Ý đã được hình thành nhiều hơn và hỗ trợ được tích cực hơn cho các đội bóng của Ý, điều này khác hoàn toàn văn hóa cổ vũ truyền thống. Màn múa, biểu ngữ lớn, cờ lớn, trống và pháo hoa trở thành chuẩn mực cáo cấp của các nhóm ultras nhằm mục đích để hỗ trợ tốt hơn cho đội bóng của họ.
Bắt nguồn ảnh hưởng từ Ý, phong trào ultras lan rộng ra các nước châu Âu từ những năm 1980, 1990, 2000. Riêng tại bóng đá Anh, văn hóa cổ vũ trên khán đài đã không bị ảnh hưởng hoặc ảnh hưởng rất ít bởi phong trào ultras.

## Đặc điểm
Nhóm ultras thường tập trung vào một nhóm nhỏ nòng cốt gồm những người điều hành và chi phối, từ nhóm nòng cốt này sẽ phân chia thành các tổ nhóm hoạt động. Ultras thường có xu hướng sử dụng các phong cách cổ vũ khác nhau với điển hình là các biểu tượng riêng của họ, các kích cỡ biểu ngữ và cờ. Một nhóm ultras thường có số lượng từ vài người có khi lên tới hàng vạn người. Nhóm ultras thường có một người đại diện để giữ liên lạc với ban lãnh đạo đội bóng của họ và các ban tổ chức các sân nhằm đảm bảo kế hoạch thời gian cũng như về chỗ ngồi của họ hay phương tiện dụng cụ họ chuẩn bị để cổ vũ. Một số nhóm ultras tổ chức bán hàng hóa của họ để gây quỹ hoạt động.